# Clau (arts marcials)

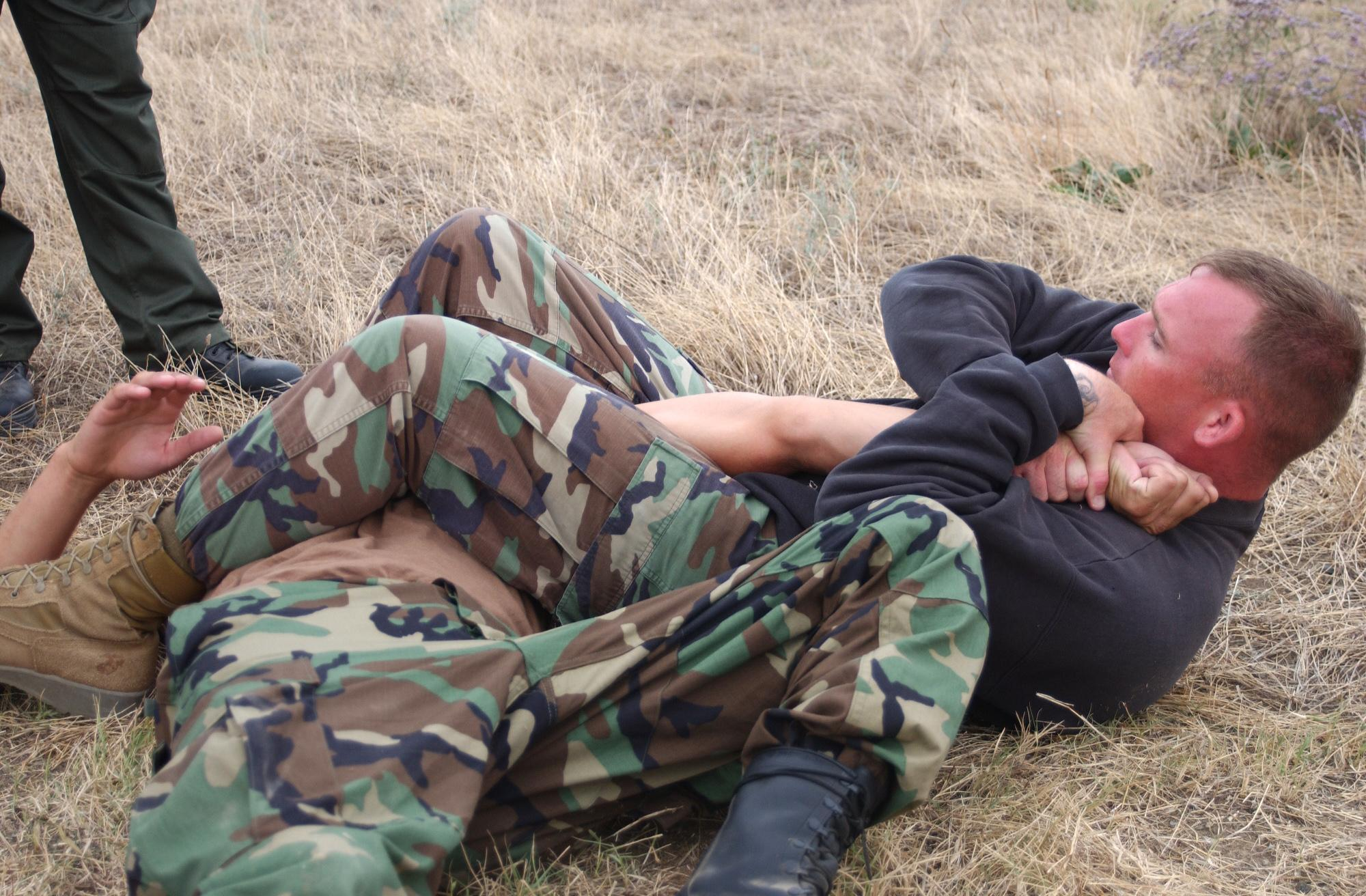
Un soldat realitzant una clau a un altre.

Una clau en les arts marcials és una tècnica de subjecció que es tracta d'immobilitzar l'oponent.
En la budo, anomenat 関節技 kansetsu-waza vol dir tècnica de bloqueig i en xinès caça i bloqueig.
Aquesta tècnica implica l'aïllament d'una articulació en particular i l'aprofitament d'ella en un intent de forçar-la perquè es mogui més enllà del seu rang normal de moviment. Panys comuns en general impliquen diferents graus de dolor en les articulacions i, si s'aplica la força i/o de sobte, pot causar lesions, com mal als músculs, tendons i lligaments i fins i tot dislocació o fractura d'os.
En judo, certes claus de peu estan prohibides a causa del potència risc que suposa per oponent, altres arts marcials com: jujutsu, taijutsu, aikido i hapkido si es pot usar. En el karate no es realitzen les claus arran de terra.